# فلوئوران
فلوئوران (به انگلیسی: Fluoran) با فرمول شیمیایی C۲۰H۱۲O۳ یک ترکیب شیمیایی با شناسه پاب‌کم ۶۸۹۹۴ است. که جرم مولی آن ۳۰۰٫۳۱ g/mol می‌باشد. 